# The Pack (Punkband)
The Pack war die Punkband des späteren Theatre-of-Hate- und Spear-of-Destiny-Sängers Kirk Brandon, die von 1978 bis 1979 bestand.

## Geschichte
Der Londoner Kirk Brandon stieg Anfang 1978 bei der Torbayer Punkband The Cane als Bassist ein, die 1977 von dem Gitarristen und Sänger Chris Skornia und dem Schlagzeuger Simon Wright gegründet worden war. Mit ihm kam als Leadgitarrist Johnny Suede in die Band. Man beschloss sich nach London zu orientieren, nahm in einem kleinen Tonstudio in Torquay drei Songs als Demotape für Konzertveranstalter auf und zog in ein Haus bei Heathrow.
Zu diesem Zeitpunkt wurde der Bandname in The Pack of Lies geändert und Simon Wright durch den schottischen Schlagzeuger Rab Fae Beith ersetzt. Die Originalbesetzung der Band hatte einen einzelnen Auftritt in Torbay, dann stiegen Skornia und Suede aus. Suede ging für einige Zeit in die USA und wurde Anfang 1981 der erste Gitarrist von Culture Club.
Kirk Brandon und Rab Fae Beith holten die zwei kanadischen Brüder Jonathan und Simon Werner in die Band, und der Bandname wurde auf Anregung von Simon Werner in The Pack gekürzt. Kirk Brandon übernahm den Gesang. Die neue Band ging am 8. August 1978 in die Londoner Gooseberry Sound Studios, vier Songs wurden als Demo aufgenommen, ein zweites Konzert (das erste in neuer Besetzung) fand in der Camden Film Cooperative statt. Das vierte Konzert in den Londoner Nashville Rooms am 7. Oktober 1978 wurde auf Super 8 aus dem Publikum gefilmt.
Im April 1979 veröffentlichten The Pack ihre erste Single Brave New Soldiers auf dem bandeigenen Label S.S. Records. Aufgrund von Konflikten mit Brandon verließ Schlagzeuger Rab Fae Beith danach die Band, er arbeitete kurz mit Patrik Fitzgerald und stieg dann bei The Wall ein.
Neuer Schlagzeuger wurde der Kanadier Jim Walker, der vorher in Johnny Rottens Band Public Image Ltd. gespielt hatte. Sein erstes Konzert mit The Pack fand am 18. August 1979 im Londoner Electric Ballroom statt, am 9. September 1979 spielten The Pack im Vorprogramm der Nina Hagen Band im Londoner Lyceum.
Eine letzte Single King of Kings folgte im November 1979 auf Rough Trade Records, am 7. November 1979 spielten The Pack ihr letztes Konzert vor ausverkauftem Haus im 101 Club in Clapham. Kirk Brandon löste die Band auf und zog sich für eine Weile aus der Musikbranche zurück.
Im April 1980 nahm Kirk Brandon Kontakt zu Stan Stammers, dem Bassisten von The Straps, auf und gründete mit ihm und dem Gitarristen Simon Guthrie die Band Theatre of Hate. Die Besetzung wurde im Juni 1980 durch den Straps- und Crisis-Schlagzeuger Luke Rendall komplettiert, das erste Konzert folgte am 6. August 1980 im Londoner Marquee. The Straps übernahmen dafür mit den Werner-Brüdern und Jim Walker die gesamte ehemalige The-Pack-Besetzung als Ersatz und spielten in dieser Besetzung am 8. August 1980 ihr erstes Konzert in der Londoner Music Machine.
1982 veröffentlichte Jim Walker ein Livekonzert aus dem Jahre 1979 als Kassette und Simon Werner veröffentlichte die Demos vom August 1978 als Single.
2001 veröffentlichte Kirk Brandon die Compilation Dead Ronin, der als Bonus auch zwei Songs vom   Nashville Rooms-Konzert 1978 als Videodateien beigefügt war.

## Diskografie
Album
- Dead Ronin (Yeaah! Records, September 2001)

Singles
- Brave New Soldiers/ Heathen (S.S. Records, April 1979)
- King of Kings/ No.12 (Rough Trade Records, November 1979)
- Brave New Soldiers; Heathen/ King Of Kings; No.12 (S.S. Records, 1980) als Kirk Brandon & The Pack of Lies
- "Long Live the Past E.P.": Thalidomide; King of Kings/ St.Teresa; Abattoir (Cyclops Records, April 1982)

Kassette
- The Pack Live 1979 (Donut Records, 1982)

auf Kompilationen
- Bored Teenagers Vol.4 (Detour Records, Juli 2006) (enthält The Cane-Demotape)